# Lavau-sur-Loire
Lavau-sur-Loire là một xã thuộc tỉnh Loire-Atlantique, trong vùng Pays de la Loire ở phía tây nước Pháp. Xã này nằm ở khu vực có độ cao từ 0-15 mét trên mực nước biển. Theo điều tra dân số năm 2006 của INSEE, xã có dân số 733 người.